# Asociación Internacional de Perfumería
La Asociación Internacional de Fragancias (en inglés International Fragrance Association IFRA ), con sede en Ginebra, Suiza, fue fundada en 1973, es el órgano representativo de autorregulación de la fragancia de la industria en todo el mundo. Su principal objetivo es garantizar la seguridad de los materiales de fragancia a través de un programa de ciencia dedicado. IFRA publica una lista de las normas de uso de materiales de fragancia, limita o prohíbe el uso de ingredientes, con base en los resultados del Instituto de Investigación de Materiales de Fragancias, que recoge los datos relativos a la seguridad de los materiales de fragancia.
IFRA ha prohibido el Bálsamo del Perú en crudo como un compuesto de fragancia desde 1982 debido a las reacciones alérgicas, aunque extractos y destilados todavía se utilizan en perfumes.